# Wilhelminaia mathildae
Wilhelminaia mathildae är en snäckart som beskrevs av Preston 1913. Wilhelminaia mathildae ingår i släktet Wilhelminaia och familjen Helicarionidae. Inga underarter finns listade i Catalogue of Life.